# Conus aristos
Conus aristos é uma espécie de gastrópode do gênero Conus, pertencente a família Conidae.